# 八王子市立ひよどり山中学校
八王子市立ひよどり山中学校（はちおうじしりつひよどりやまちゅうがっこう）は、東京都八王子市にある公立中学校である。
小宮公園に隣接しており、自然豊かな学校である。
農業体験学習を総合の時間に取り入れている、八王子有数の学校である。
和太鼓の活動もある

## 沿革

### 経緯
八王子市立ひよどり山中学校は、1978年に設置された。

### 年表
1978年(昭和53年)4月1日…開設・開校
1978年(昭和53年)1月12日…校歌、校章制定
1979年(昭和54年)3月6日…開校記念式典、校歌発表会
1979年(昭和54年)3月19日…第一回卒業式
1986年(昭和61年)2月12日…体育館倉庫完成
1987年(昭和62年)11月12日…創立十周年記念式典
1997年(平成9年)10月31日…創立二十周年記念式典
2007年(平成19年)10月25日…創立三十周年記念式典
2010年(平成22年)1月28日…「東京都教育委員会表彰」受賞
2010年(平成22年)9月11日…「環境教育優良校賞」受賞
2017年(平成29年)10月24日…創立四十周年記念式典
2020年(令和2年)1月25日…「令和元年度　全国健康づくり推進学校　優良校」受賞

## 教育目標
賢く　正しく　逞しく

## 部活動
この中学校で行っている部活動を示す。

### 運動部
- 硬式テニス部
- 女子バスケットボール部(2021年に廃部)
- バドミントン部
- 陸上競技部
- 野球部
- サッカー部
- ハンドボール部（2021年に廃部）
- 女子バレーボール部

### 文化部
- 吹奏楽部
- 演劇部（2024年に廃部）
- 美術部(2019年新設)
- 自然科学部(2019年に廃部)

## 通学区域
八王子市

## 進学前小学校
主な小学校を示す。
- 八王子市立第十小学校
- 八王子市立大和田小学校
- 八王子市立加住小学校
- 八王子市立第四小学校
- 八王子市立第九小学校

## 交通

### 電車最寄り駅
JR八王子駅から徒歩40分
京王八王子駅から徒歩45分

### バス最寄り停留所
西東京バス「宇津木台（バイパス経由）」行き…「八王子郵便局」下車、徒歩15分
西東京バス「中野団地」行き…「八王子郵便局」下車、徒歩15分
西東京バス「戸吹（ひよどりやまトンネル経由）」行き…「八王子郵便局」下車、徒歩15分

## 出身者
- 萩生田光一（衆議院議員）[2]
- 新谷学（編集者）[3]